# WCW World Six-Man Tag Team Championship
O WCW World Six-Man Tag Team Championship foi um título de wrestling profissional pertencente a World Championship Wrestling (WCW) ao longo de 1991. Foi considerado uma versão revivida do NWA World Six-Man Tag Team Championship que foi usado na Jim Crockett Promotions; no entanto, ao contrário da versão anterior, que costumava ser mantida por lutadores principais entre as rivalidades pelos título individuais, este título era usado principalmente para dar destaque aos midcarders. Os únicos a vencerem o título duas vezes são Ricky Morton e Tommy Rich. O título foi abandonado em novembro de 1991.
Meses depois, nas edições de 23 e 30 de maio da WCW Magazine durante o WCW Worldwide, o locutor Eric Bischoff mencionou que o Six-Man Tag Team Championship estariam em jogo no Beach Blast 1992, quando Bobby Eaton, Arn Anderson e Steve Austin enfrentaram Barry Windham, Dustin Rhodes e Nikita Koloff. A ideia de trazer de volta os títulos foi aparentemente alterada, já que a luta foi uma luta padrão de trios.

## Reinados
| No.     | Número geral do reinado                     |
| Reinado | Número de reinado para o campeão específico |
| Dias    | Número de dias retidos                      |

| N | Campeões                                                                    | Mudança de campeões     | Mudança de campeões | Mudança de campeões  | Estatísticas do Reinado | Estatísticas do Reinado | Notas                                                           | Ref.  |
| N | Campeões                                                                    | Data                    | Evento              | Localização          | Reinado                 | Dias                    | Notas                                                           | Ref.  |
| - | --------------------------------------------------------------------------- | ----------------------- | ------------------- | -------------------- | ----------------------- | ----------------------- | --------------------------------------------------------------- | ----- |
| 1 | Junkyard Dog, Ricky Morton e Tommy Rich                                     | 17 de fevereiro de 1991 | House show          | Atlanta, Geórgia     | 1                       | 106                     | Derrotaram Buddy Landel, Dutch Mantel e Dr. X em um house show. | [ 1 ] |
| 2 | The Fabulous Freebirds (Badstreet, Jimmy Garvin e Michael Hayes)            | 3 de junho de 1991      | Main Event          | Birmingham, Alabama  | 1                       | 63                      | Exibido em 30 de junho de 1991                                  | [ 1 ] |
| 3 | Big Josh, Dustin Rhodes e Tom Zenk                                          | 5 de agosto de 1991     | Worldwide           | St. Joseph, Missouri | 1                       | 64                      | Exibido em 24 de agosto de 1991                                 | [ 1 ] |
| 4 | The York Foundation (Richard Morton (2), Thomas Rich (2) e Terrance Taylor) | 8 de outubro de 1991    | Main Event          | Montgomery, Alabama  | 1                       | 57                      | Exibido em 10 de novembro de 1991                               |       |
| — | Desativado                                                                  | 4 de dezembro de 1991   | —                   | —                    | —                       | —                       |                                                                 |       |